# ملاخي نابا
ملاخي نابا (بالإنجليزية: Malachi Napa)‏ هو لاعب كرة قدم بريطاني في مركز الوسط، ولد في 26 مايو 1999 في لندن في المملكة المتحدة. لعب مع أكسفورد يونايتد وماكليسفيلد تاون ونادي ريدنغ.

## وصلات خارجية
- ملاخي نابا على موقع قاعدة بيانات كرة القدم.إي يو (الإنجليزية)
- ملاخي نابا على موقع Soccerbase.com (لاعب) (الإنجليزية)